# Chambrey
Chambrey – miejscowość i gmina we Francji, w regionie Grand Est, w departamencie Mozela.
Według danych na rok 1990 gminę zamieszkiwały 342 osoby, a gęstość zaludnienia wynosiła 24 osób/km² (wśród 2335 gmin Lotaryngii Chambrey plasuje się na 713. miejscu pod względem liczby ludności, natomiast pod względem powierzchni na miejscu 369.).